# Cross Road Blues

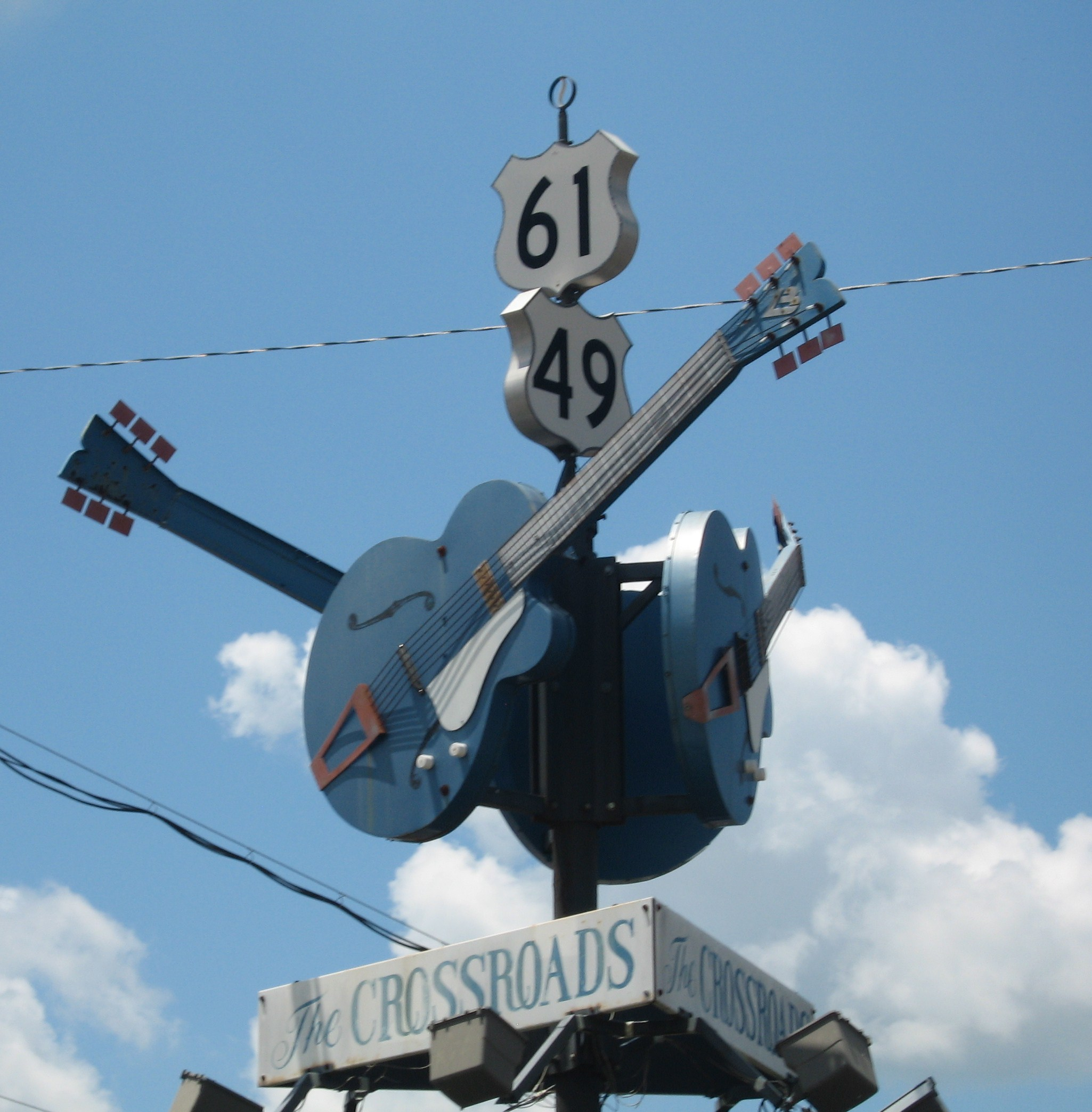
«Перехрестя», де (за легендою) Роберт Джонс продав душу за уміння грати блюз

Cross Road Blues — одна з найвідоміших пісень Роберта Джонсона, випущена 1937 року на 78-обертовій платівці.

## Кавери
Пізніше чимало музикантів створили кавер-версії цієї пісні. Найвідомішою стала версія гурту Cream, випущена 1968 року в альбомі Wheels of Fire. Вона потрапила до списку 500 найкращих пісень усіх часів за версією журналу Rolling Stone, посіла десяту сходинку у «Guitar World's 100 Greatest Guitar Solos» і третю в рейтингу «Сто найкращих гітарних пісень» за версією журналу Rolling Stone.